# 清水ケ丘公園
清水ケ丘公園（しみずがおかこうえん）は、神奈川県横浜市南区清水ケ丘の都市公園(運動公園)。丘陵地帯の高台にあり、運動広場のほか、プールや体育館を備える。自由広場周囲にはソメイヨシノが植えられ、春には花見の名所になる。本園の下には横浜市認定歴史的建造物に認定、および土木学会選奨土木遺産に選定された大原隧道が通る。

## 施設
- 温水プール - 一般プール（25m×13m）、児童プール（13m×5.5m）、幼児プール
- 体育館 - 第1体育室（36m×36m）、第2体育室（10m×8.5m）
- テニスコート - 6面
- 運動広場（主に軟式野球で使用される）
- 軽食ラウンジ
- 見晴らし台

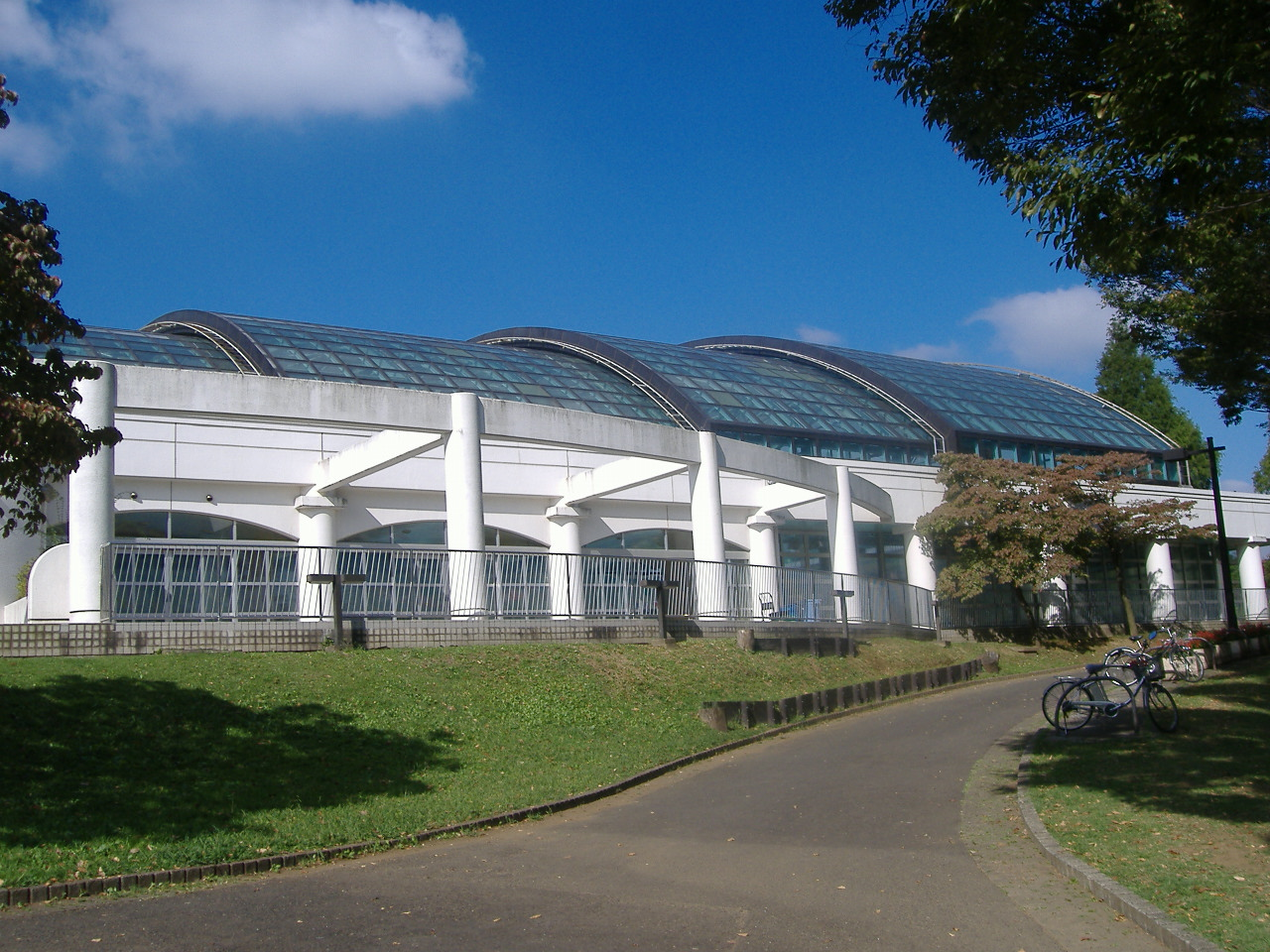
温水プール
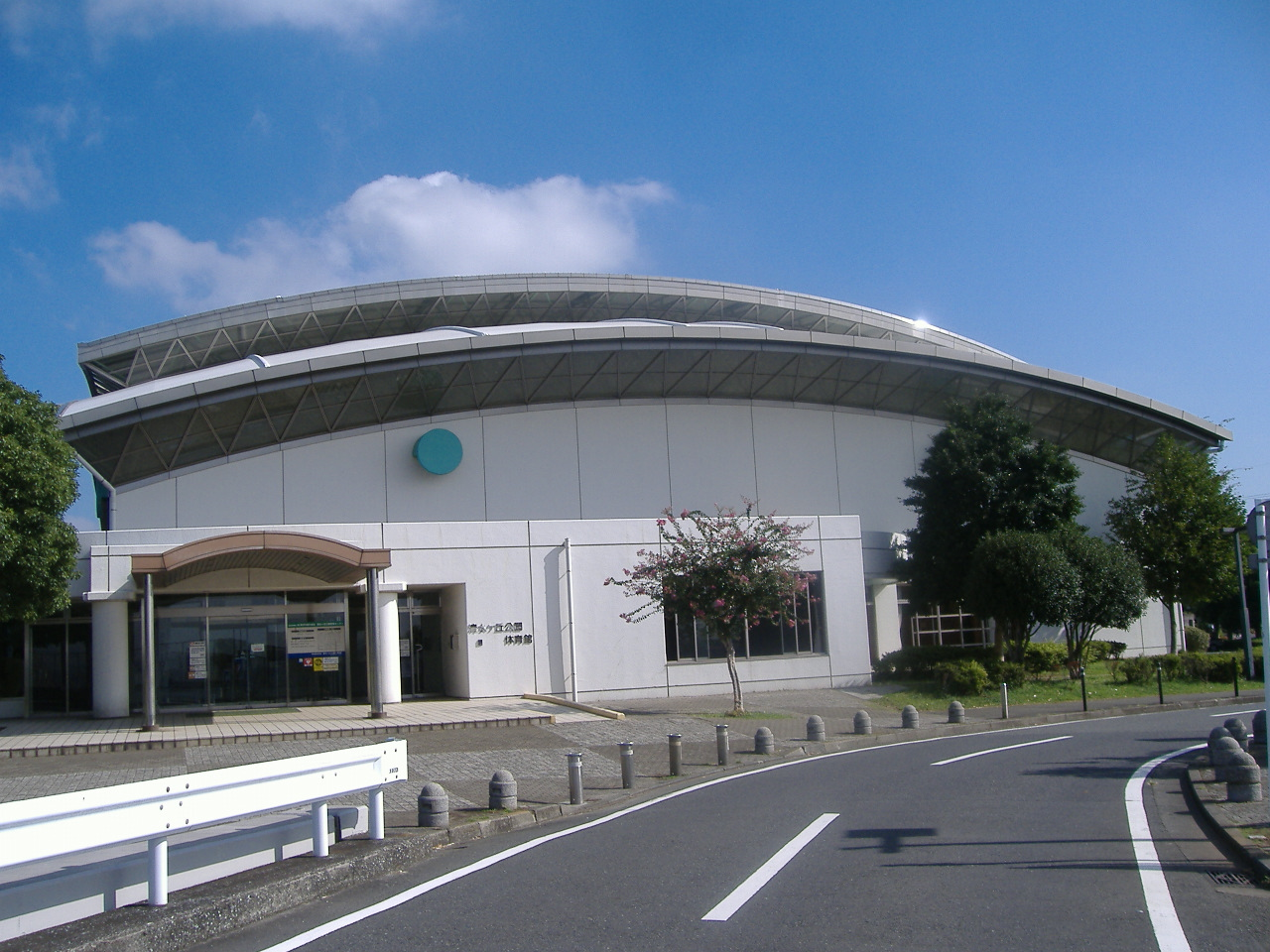
体育館
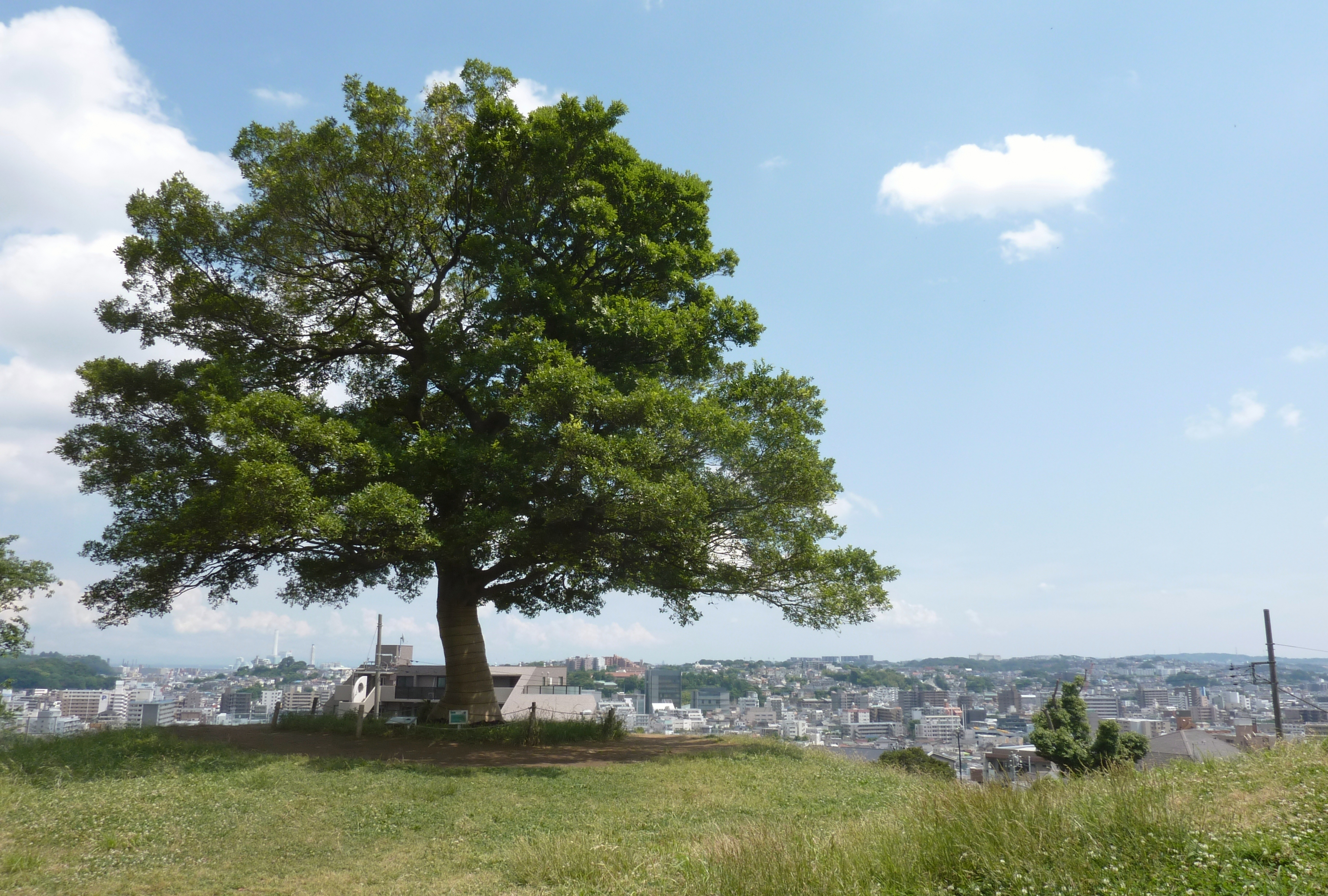
見晴らし台

## 沿革
- 1983年3月 - 横浜国立大学跡地に部分開園[1]
- 1990年2月 - 温水プール完成
- 1992年7月 - 体育館完成

## 交通
- 京急南太田駅・井土ヶ谷駅より徒歩約15分
- JR保土ケ谷駅・市営地下鉄蒔田駅より徒歩約20分
- 相鉄バス浜4・旭4系統会館前停留所より徒歩約5分
- 有料駐車場あり